# Hori (tư tế Osiris)
Hori là một Đại tư tế của Osiris tại Abydos đã phục vụ dưới triều đại của pharaon Ramesses II thuộc Vương triều thứ 19 trong lịch sử Ai Cập cổ đại. Ông đã kế nhiệm người cha là tư tế Wenennefer ngay trong thời kỳ trị vì của Ramesses II.

## Tiểu sử
Hori là một người con trai của Đại tư tế Wenennefer với phu nhân Tiy-Nefertari, con gái của Người trông coi các mỏ đá Qeni và phu nhân Wiay. Sau khoảng 35 năm đảm nhận chức vụ tư tế, Wenennefer đã giao lại vị trí này cho Hori. Hori là thành viên thứ năm trong gia tộc trở thành Đại tư tế của Osiris. Ông được kế vị bởi một người anh em là Yuyu.

## Chứng thực
Hori được chứng thực trên nhiều hiện vật, đặc biệt là từ bức tượng đôi của Mery và Wenennefer, ông nội và cha của Hori, hiện đang được lưu giữ Bảo tàng Cairo (số hiệu JE 35257). Tên của Hori, Yuyu và mẹ của cả hai đều được nhắc đến trên đó.
Trong số những hiện vật được tìm thấy có khắc tên Hori, một bức tượng quỳ với phù điêu của thần Horus (bảo tàng Ny Carlsberg Glyptotek) và một bức tượng quỳ khác mang phù điêu của thần Osiris (Học viện Phương đông thuộc Đại học Chicago) là thuộc sở hữu của ông.